# Georg, Duce de Brunswick-Lüneburg
Georg, Duce de Brunswick-Lüneburg (17 noiembrie 1582 – 2 aprilie 1641), a domnit ca Prinț de Calenberg din 1635.
A fost fiul lui Wilhelm, Duce de Brunswick-Lüneburg (1535–1592) și al Prințesei Dorothea a Danemarcei (1546–1617). Mama lui a fost fiica regelui Christian al III-lea al Danemarcei și a reginei Dorothea de Saxa-Lauenburg. Ea a acționat ca regentă în prima parte a domniei soțului ei, evitând lăsarea puterii în mâinile consilierilor care au gestionat greșit teritoriile în timpul crizei de nebunie a socrului său.
În 1635 la redivizarea teritoriilor Casei de Welf după moartea lui Frederic Ulrich de Brunswick-Lüneburg, el a primit principatul de Calenberg, care a inclus și fostul principat de Göttingen (din 1495), în timp ce  fratele său mai mare Augustus a primit principatul de Lüneburg. Georg a fost primul duce care și-a mutat reședința la Hanovra, unde a pus bazele pentru Leineschloss. După moartea sa a fost succedat de fiul său, Christian Ludwig.

## Copii
În 1617, Georg s-a căsătorit cu Anne Eleonore, fiica lui Ludovic al V-lea, Landgraf de Hesse-Darmstadt. Ei au avut următorii copii:
- Magdalene de Brunswick-Lüneburg (n./d. 9 august 1618)
- Christian Ludwig, Duce de Brunswick-Lüneburg (1622–1665), Prinț de Calenberg 1641-1648, Prinț de Lüneburg 1648-1665.
- Georg Wilhelm, Duce de Brunswick-Lüneburg (1624–1705), Prinț de Calenberg 1648-1665, Prinț de Lüneburg 1665-1705. A fost tatăl Sofiei Dorothea de Celle, soția viitorului rege George I al Marii Britanii.
- Johann Frederic, Duce de Brunswick-Lüneburg (1625–1679), Prinț de Calenberg 1665-1679.
- Sophie Amalie de Brunswick-Lüneburg (1628–1685), căsătorită cu regele Frederic al III-lea al Danemarcei.
- Dorothea Magdalene de Brunswick-Lüneburg (1629-17 noiembrie 1660)
- Ernst Augustus, Elector de Hanovra (1629–1698), Prinț de Calenberg 1679-1698, tatăl regelui George I al Marii Britanii.
- Anna Marie Eleonore de Brunswick-Lüneburg (20 noiembrie 1630 - 13 noiembrie 1666)